# 东微半导体
苏州东微半导体有限公司，简称东微半导体（英語：Oriental Semiconductor；上交所：688261，简称：东微半导），是一家位于中国江苏省苏州市苏州工业园区的创业公司。该公司与复旦大学微电子学院张卫课题组合作研制出了世界第一个半浮栅晶体管（SFGT），该研究成果刊登在2013年8月9日的《科学》杂志上。